# 東何文田配水庫遊樂場
22°18′47″N 114°10′52″E / 22.3130652°N 114.1810848°E
東何文田配水庫遊樂場（英語：Ho Man Tin East Service Reservoir Playground），位於九龍何文田佛光街老龍坑山，由康樂及文化事務署管理。

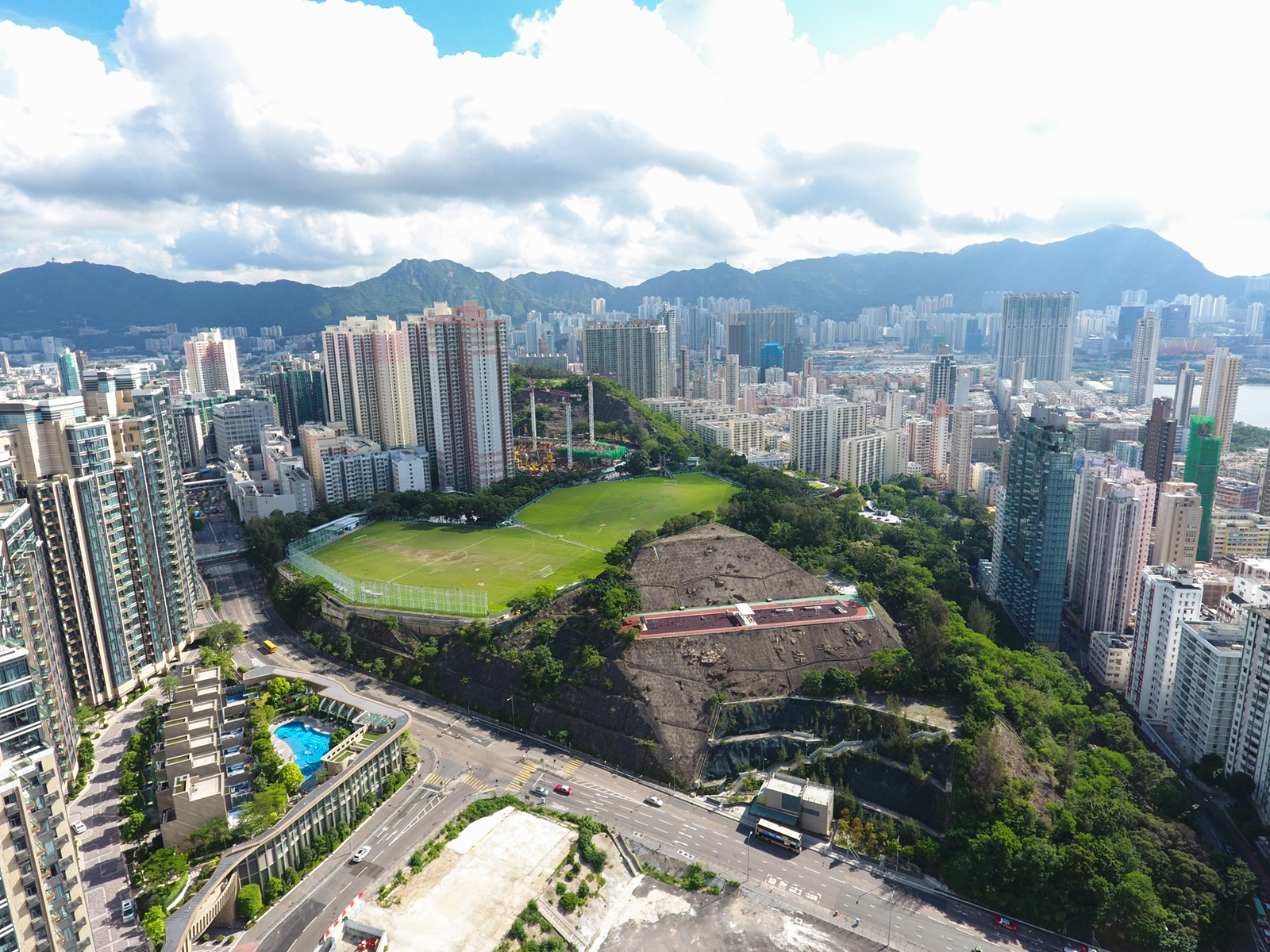

## 簡介
東何文田食水配水庫容量是全港最大，達152,411 立方米，供水範圍：九龍塘、尖沙咀、紅磡、油麻地、旺角及馬頭圍。
東何文田配水庫遊樂場由兩個十一人草地足球場組成，配水庫休憩處設有約200米長的緩跑小徑。

## 外部連結
- 十一人足球場(天然草球場)
- 何文田東食水配水庫 （页面存档备份，存于）